# Wollgräser
Wollgräser (Eriophorum) sind eine Pflanzengattung innerhalb der Familie der Sauergrasgewächse (Cyperaceae). Die Arten besiedeln vorwiegend Moorstandorte. Die langen Blütenhüllfäden der Früchte bilden den bezeichnenden weißen bis orangefarbenen Wollschopf der Wollgräser. Die aspektprägenden „Wattebäusche“ zeigen die Pflanzen also nicht, wie landläufig oft angenommen wird, in ihrem blühenden, sondern im bereits fruchtenden Zustand.

## Beschreibung
Die Eriophorum-Arten wachsen als krautige Pflanzen mit Wuchshöhen von 10 bis zu 60 Zentimetern vor allem in Hochmoor- oder Sumpfgebieten. Die grundständigen Blätter entwickeln sich meist in dem Blütenstängel vorhergehenden Jahr und sind zur Blütezeit fast oder ganz abgestorben. Der Blütenstand ist endständig.
Ihre Blütenstände bestehen aus je einem oder mehreren vielblütigen Ährchen und bilden zur Fruchtzeit einen typischen weißen bis orangefarbenen Wollschopf. Die Spelzen sind häutig, silbergrau, schraubig angeordnet; die untersten Spelzen tragen meist keine Blüten. Jede Blüte enthält meist 3 Staubblätter und 3 Narben. Der Griffel ist am Grund nicht verdickt und fadenförmig. Die Früchte sind zusammengedrückt und dreikantig.

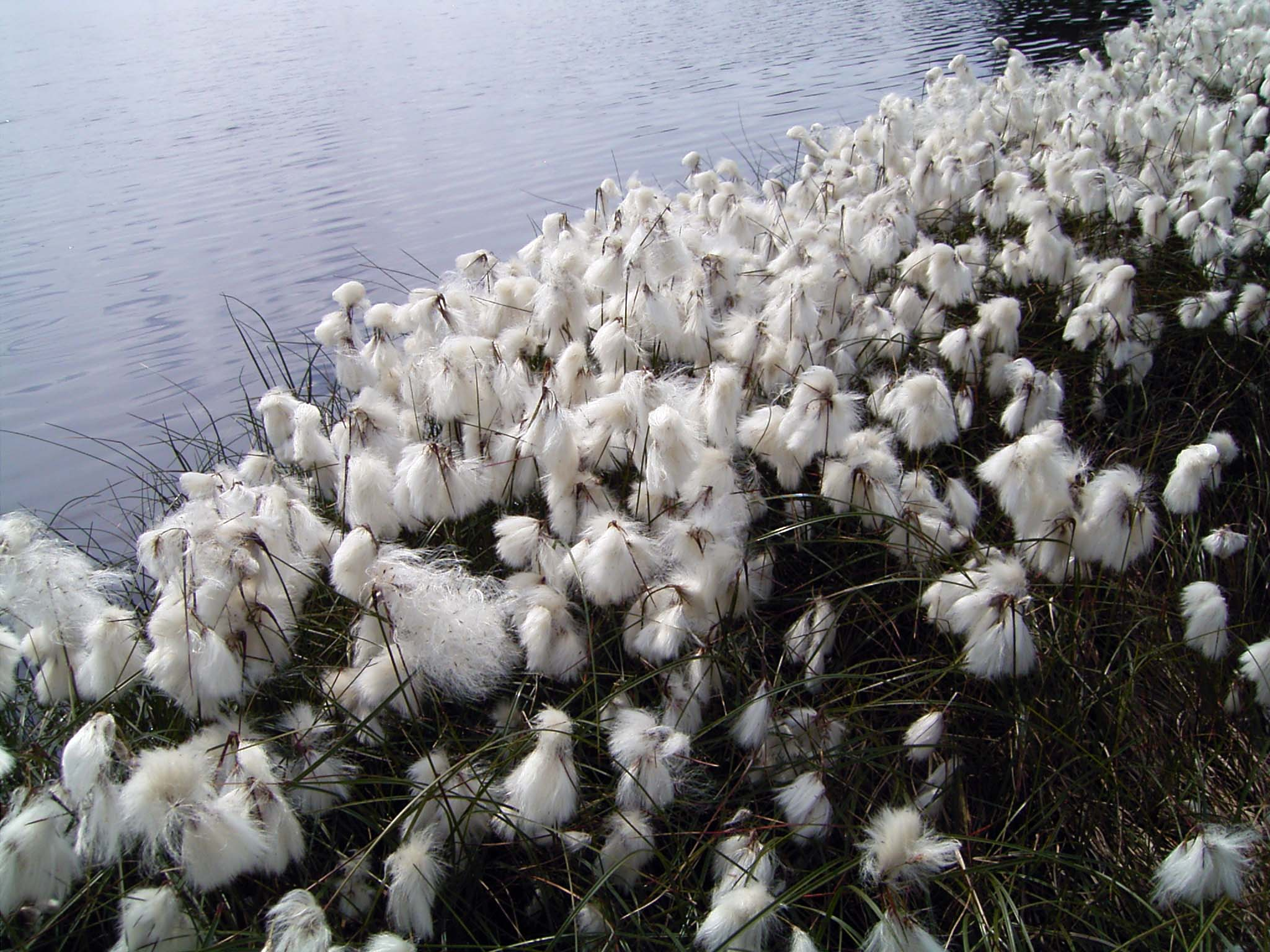
Schmalblättriges Wollgras (Eriophorum angustifolium)

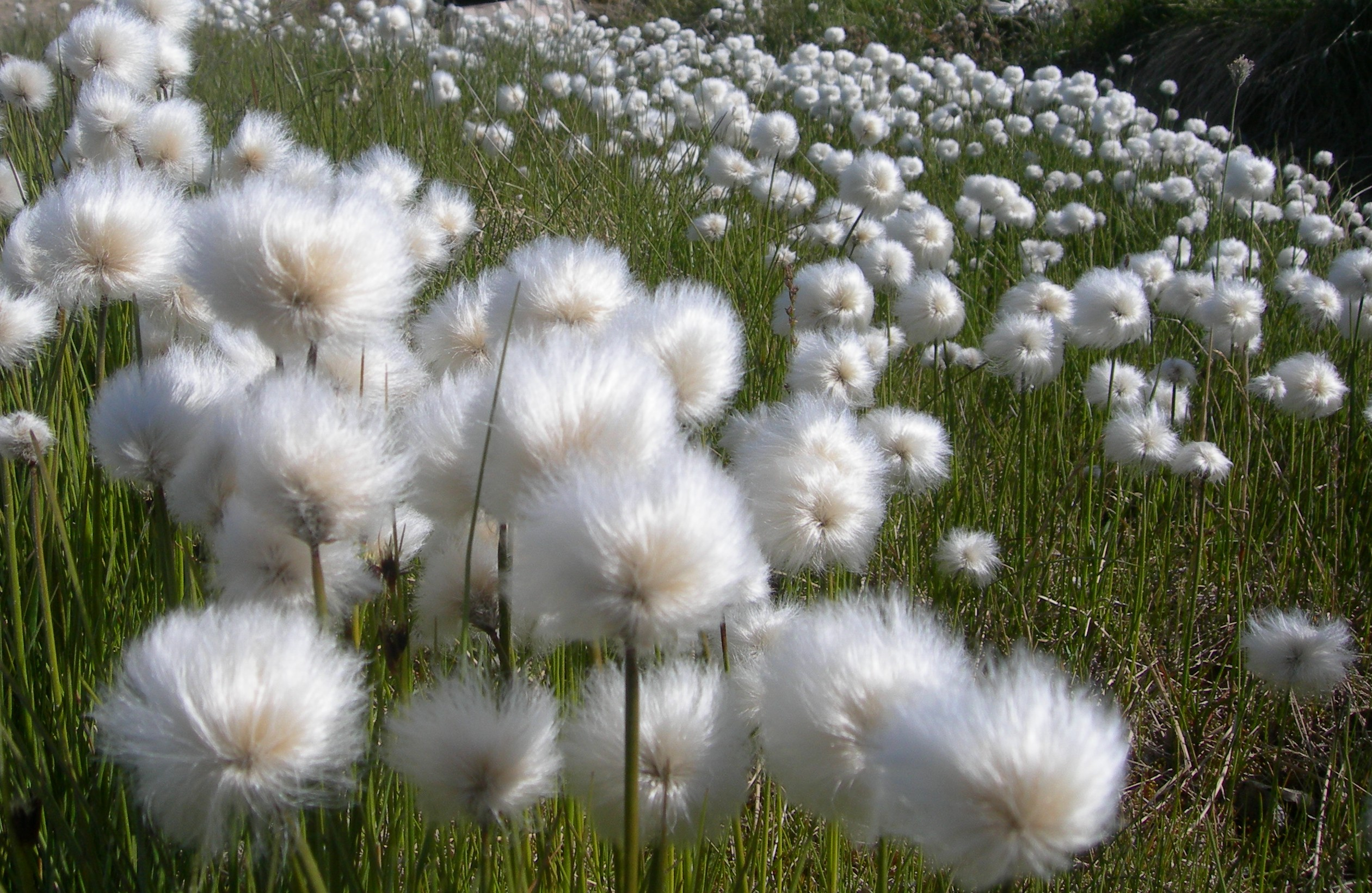
Eriophorum callitrix von Nunavut

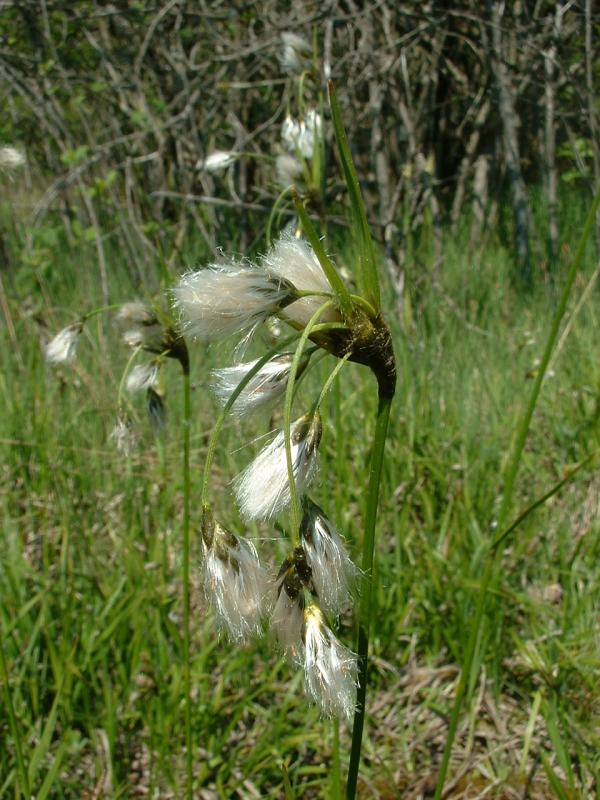
Breitblättriges Wollgras (Eriophorum latifolium)

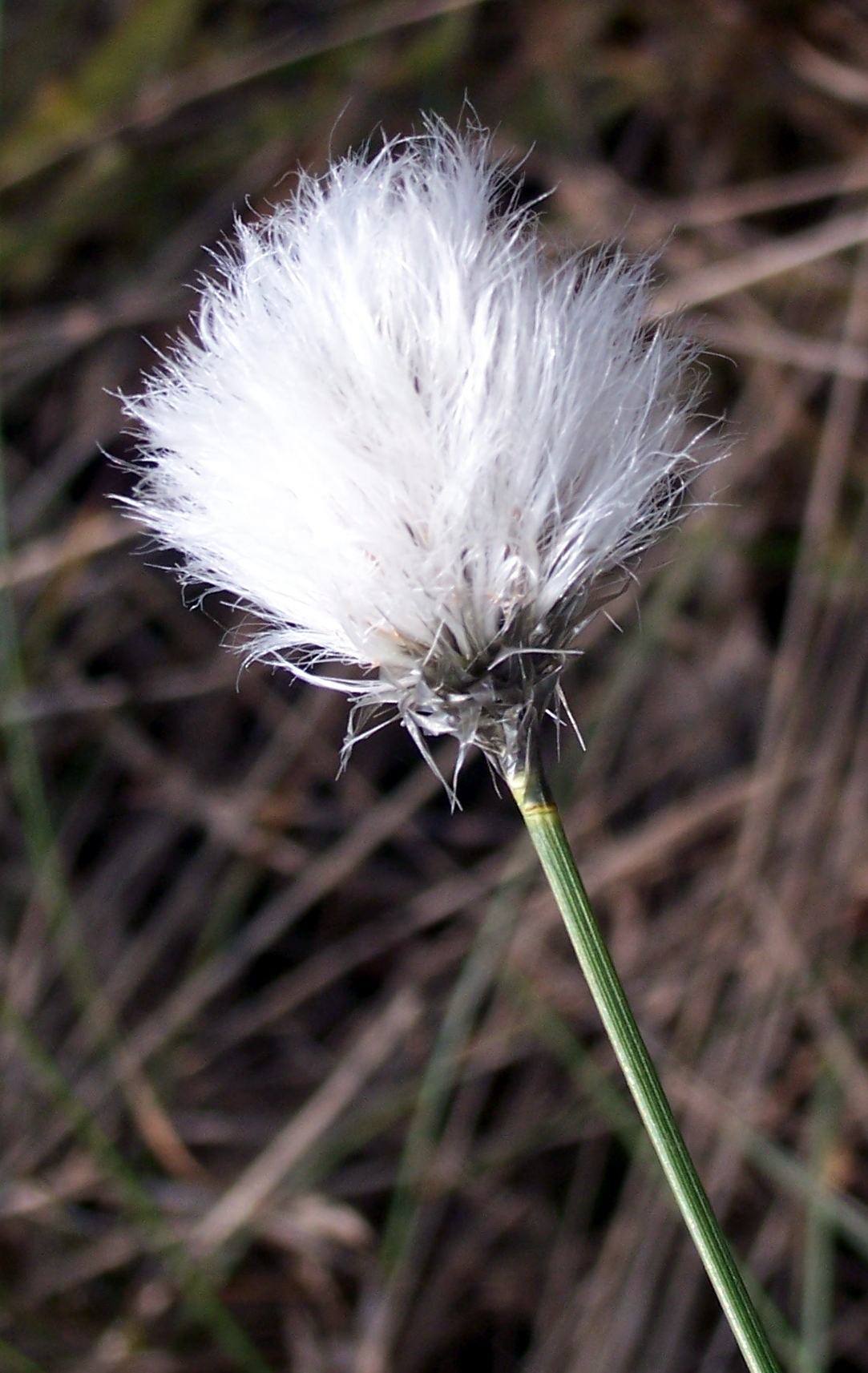
Scheiden-Wollgras (Eriophorum vaginatum)

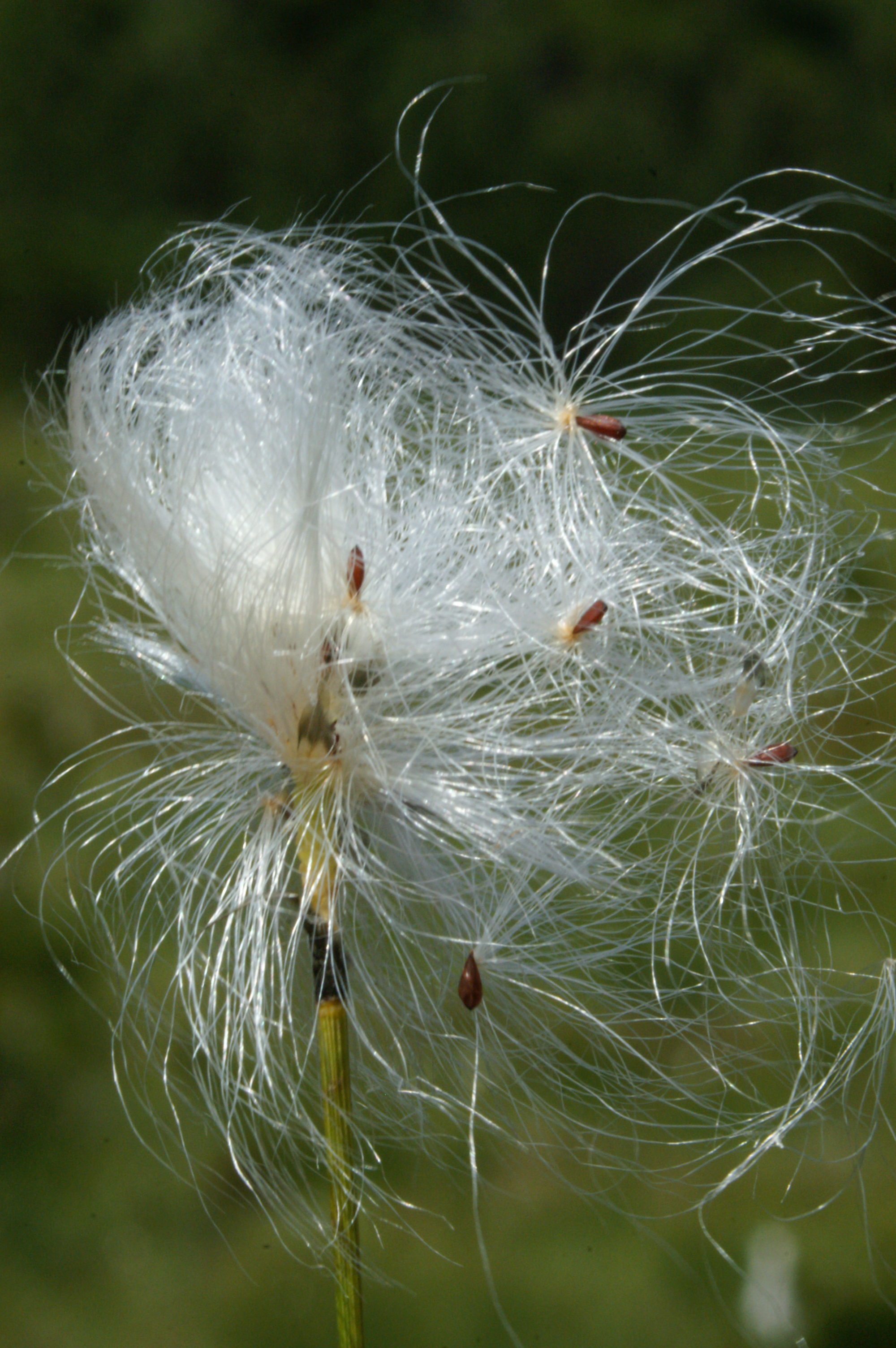
Frucht des Scheiden-Wollgrases (Eriophorum vaginatum) mit Blütenhüllfäden und Karyopsen

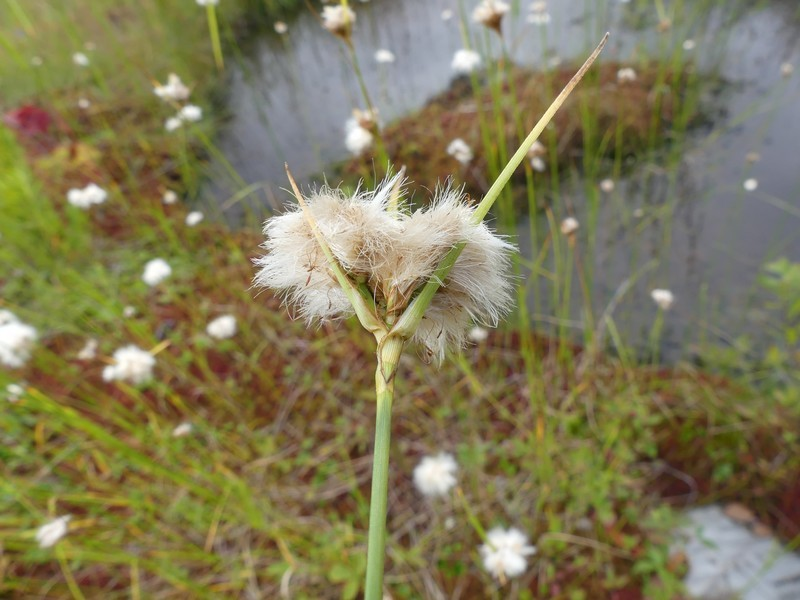
Eriophorum virginicum

## Systematik
Die Gattung Eriophorum wurde 1753 durch Carl von Linné aufgestellt. Synonyme für Eriophorum L. sind Linagrostis Guett., Plumaria Heist. ex Fabr., Leucoma Ehrh., Eriophoropsis Palla, Plumaria Bubani.
Der Gattungsname Eriophorum ist von den griechischen Wörtern érion für Wolle und phoréein für tragen abgeleitet. Die Gattung Eriophorum gehört zur Tribus Scirpeae in der Unterfamilie Cyperoideae innerhalb der Familie Cyperaceae.
Zur Gattung Eriophorum gehören etwa 15 Arten mit zahlreichen Unterarten und Varietäten, die in den gemäßigten bis subarktischen Gebieten der Nordhalbkugel weitverbreitet sind:
- Schmalblättriges Wollgras (Eriophorum angustifolium Honck.): Die drei Unterarten sind von den gemäßigten bis zu den subarktischen Gebieten der Nordhalbkugel in Eurasien und Nordamerika weitverbreitet.[2]
- Eriophorum brachyantherum Trautv. & C.A.Mey.: Sie ist in der Subarktis der Nordhalbkugel verbreitet.[2]
- Eriophorum callitrix Cham. ex C.A.Mey.: Sie ist von Sibirien bis Kanada weitverbreitet.[2]
- Eriophorum chamissonis C.A.Mey.: Sie ist in der Subarktis und in Nordamerika weitverbreitet.[2]
- Schlankes Wollgras (Eriophorum gracile Koch in A.W.Roth): Es ist auf der Nordhalbkugel weitverbreitet und kommt beispielsweise in Mitteleuropa vor.[2]
- Eriophorum humile Turcz.: Sie ist von Sibirien bis Zentralasien weitverbreitet.[2]
- Breitblättriges Wollgras (Eriophorum latifolium Hoppe): Es ist von Europa, auch in Mitteleuropa, bis zum Kaukasus verbreitet.[2]
- Eriophorum scabriculme (Beetle) Raymond: Die Heimat ist Vietnam.[2]
- Scheuchzers Wollgras (Eriophorum scheuchzeri Hoppe): Das weite Verbreitungsgebiet auf der Nordhalbkugel reicht von Europa, auch in Mitteleuropa, bis zum Himalaja sowie zur Mongolei und Nordamerika.[2]
- Eriophorum tenellum Nutt.: Sie ist in Kanada und den USA weitverbreitet.[2]
- Eriophorum tolmatchevii M.S.Novos.: Sie ist von Sibirien bis Russlands fernem Osten verbreitet.[2]
- Eriophorum transiens Raymond: Sie ist nur vom Typusmaterial aus der chinesischen Provinz Guizhou bekannt.
- Scheiden-Wollgras (Eriophorum vaginatum L.): Es ist in den subarktischen und gemäßigten Zonen der Nordhalbkugel weitverbreitet und kommt beispielsweise in Mitteleuropa vor.[2]
- Eriophorum virginicum L.: Sie ist in Kanada und USA weitverbreitet.[2]
- Eriophorum viridicarinatum (Engelm.) Fernald: Sie ist im subarktischen Nordamerika und in den USA verbreitet.[2]

Es gibt einige Naturhybriden:
- Eriophorum ×beringianum Raymond = Eriophorum angustifolium × Eriophorum chamissonis
- Eriophorum ×fellowsii (Fernald) M.S.Novos. = Eriophorum virginicum × Eriophorum viridicarinatum
- Eriophorum ×gracilifolium M.S.Novos. = Eriophorum gracile × Eriophorum latifolium
- Eriophorum ×medium Andersson = Eriophorum chamissonis × Eriophorum scheuchzeri
- Eriophorum ×polystachiovaginatum Beauverd = Eriophorum angustifolium × Eriophorum vaginatum
- Eriophorum ×pylaieanum Raymond =  Eriophorum chamissonis × Eriophorum vaginatum
- Eriophorum ×rousseauanum Raymond = Eriophorum angustifolium × Eriophorum scheuchzeri.

Nicht mehr zu dieser Gattung werden gerechnet:
- Eriophorum comosum (Wall.) Nees => Erioscirpus comosus (Wall.) Palla
- Eriophorum crinigerum (A.Gray) Beetle => Calliscirpus criniger (A.Gray) C.N.Gilmour, J.R.Starr & Naczi
- Eriophorum microstachyum Boeckeler => Erioscirpus microstachyus (Boeckeler) Palla

## Trivialnamen
Für die Wollgräser bestehen bzw. bestanden auch die weiteren deutschsprachigen Trivialnamen: Bäuseli (Bern), wilde Baumwolle, Baumwollengras, Bensenseide, Bettfedern (Augsburg), Binsenseide (Schlesien), Binsenwatte (Schlesien), Büsseli (Bern), Chüngali (St. Gallen), Dremocksbläder (Ammerland), Dungras, Federbinsen (Schlesien), Federn (Augsburg), Flachsgras (Schlesien), Gaisbärtli (Luzern), Gaisbart (Österreich), Gaiszöggali (St. Gallen bei Sargans), Hundshaar (Österreich), Judenfeder (Schlesien), Kattunbinsen, Kofleesch (Oldenburg), alte Mägde (Schlesien), Mattenflachs, Mattenwoll, Moorseide (Schlesien), Moosfedern (Pinzgau, Salzburg), Moosflaumen (Pinzgau, Salzburg), Püsk (Unterweser), Püsken (Unterweser), Püskegras (Ostfriesland, Unterweser), Quispelbinsen (Schlesien), Quisselbeeren (Oker, Nordharz), Riedgras (Luzern, Bern), Riedschütz (St. Gallen bei Obertoggenburg), Seidenbinse (Aargau), Wiesenflachs (Schlesien), Wiesenwollen, Wiskenflast (Unterweser), Wollblumen (Eifel) Wollgras (Schlesien), Wullagräs (St. Gallen bei Werdenberg), Wullblom (Altmark) und Wullgras (Mecklenburg, Unterweser).